# Lakehills
Lakehills é uma Região censo-designada localizada no estado norte-americano do Texas, no Condado de Bandera.

## Demografia
Segundo o censo norte-americano de 2000, a sua população era de 4668 habitantes.

## Geografia
De acordo com o United States Census Bureau tem uma área de
89,1 km², dos quais 78,5 km² cobertos por terra e 10,6 km² cobertos por água.

## Localidades na vizinhança
O diagrama seguinte representa as localidades num raio de 32 km ao redor de Lakehills.